# Iharkutosuchus
Az Iharkutosuchus (jelentése 'Iharkúti krokodil' a  magyar Iharkút településnév és a görög σουχος / suchos 'krokodil' szavak összetételéből) a hüllők Crocodylomorpha alrendjének Hylaeochampsidae családjába tartozó nem, amely a késő kréta korban élt a mai Magyarország területén. Maradványai a Bakonyból kerültek elő, egy Iharkút és Németbánya közti bauxitbányából. Egyetlen ismert faja az Iharkutosuchus makadii.

## Megjelenése

### Méret és testfelépítés
Az Iharkutosuchus makadii feltehetően egy rövid orrú, kis termetű krokodil lehetett, felnőttkori testhossza körülbelül 80 centiméter lehetett. A holotípus koponya hossza 11,1 cm, a koponya lapos, rostruma rövid és széles, dorsális oldala a többi Crocodylomorphához hasonlóan díszített. A koponyában 5 premaxilláris, és 13 maxilláris fog helyezkedett míg az állkapocsban 15 dentális fog volt. A felső fogak közül a tizennyolcadik, az alsók közül pedig a tizennegyedik (moláris jellegű fog) volt a legnagyobb.

### Megkülönböztető bélyegek
A többi Crocodylomorphától elsődlegesen és a hüllők között is egyedülálló sok kúpot viselő moláris jellegű fogai különítik el. Az azonos családba tartozó Hylaeochampsától a rövidebb quadratum és a posterior maxilláris nyúlvány hossza különíti el.

## Életmód
Az Iharkutosuchus makadii egy a mai krokodilokhoz hasonló félig vízi félig szárazföldi, de mindenképpen vízhez kötött életmódot folytatott. Fogazata és a mandibula izomzata alapján elmondható, hogy ez a krokodil növényevő, mindenevő életmódot folytatott, táplálékát a növényevő (és mindenevő) emlősökhöz hasonlóan aktívan megrágta és csak utána nyelte le. A hüllőkhöz hasonlóan egész élete során váltotta a fogait, a gyors kopás, elhasználódás miatt valószínűleg gyakrabban mint a ragadozó krokodilok. Az Iharkutosuchus gyakran vált áldozatává az azonos helyen élő Allodaposuchusnak.

## Felfedezése
Az Iharkutosuchus holotípus koponyája 2004 nyarán került elő az egykori iharkúti bauxitbányából. A koponya a Természettudományi Múzeumba való szállítását, preparálását követően 2007 februárjában a Neues Jahrbuch für Geologie und Paläontologie című szaklapban került publikálásra mint új nem és új faj. 2008-ban a közben előkerült paratípus koponya és fogakat tartalmazó holotípus állkapocs vizsgálata után publikációra került a koponya és az állkapocs csonttana, 2009-ben pedig a fogkopásvizsgálatok és a fogak elektronmikroszkópos vizsgálatát követően sor került a krokodiloknál egyedülálló állkapocsmozgás publikációjára.